# Ranlo
Ranlo és una població dels Estats Units a l'estat de Carolina del Nord. Segons el cens del 2000 tenia 2.198 habitants.

## Demografia
Segons el cens del 2000, Ranlo tenia 2.198 habitants, 857 habitatges i 642 famílies. La densitat de població era de 619,5 habitants per km².
Dels 857 habitatges en un 26,5% hi vivien nens de menys de 18 anys, en un 56,2% hi vivien parelles casades, en un 14,4% dones solteres, i en un 25% no eren unitats familiars. En el 21,2% dels habitatges hi vivien persones soles el 9,1% de les quals corresponia a persones de 65 anys o més que vivien soles. El nombre mitjà de persones vivint en cada habitatge era de 2,56 i el nombre mitjà de persones que vivien en cada família era de 2,95.
Per edats la població es repartia de la següent manera: un 23% tenia menys de 18 anys, un 7,7% entre 18 i 24, un 28,4% entre 25 i 44, un 26,3% de 45 a 60 i un 14,6% 65 anys o més.
L'edat mediana era de 38 anys. Per cada 100 dones de 18 o més anys hi havia 89,8 homes.
La renda mediana per habitatge era de 35.160 $ i la renda mediana per família de 40.391 $. Els homes tenien una renda mediana de 31.534 $ mentre que les dones 21.250 $. La renda per capita de la població era de 17.180 $. Entorn del 6,7% de les famílies i el 8,1% de la població estaven per davall del llindar de pobresa.

## Poblacions més properes
El següent diagrama mostra les poblacions més properes.